# Tudiya
Tudiya (accadi: 𒂅𒁲𒅀, Ṭu-di-ia) és el primer rei mencionat a les llistes reials assíries. Inicialment els reis assiris «vivien en tendes», és a dir eren nòmades. No hi ha certesa sobre la seva existència, però segons alguns autors podria haver regnat a la segona meitat del segle xxv aC.
El seu govern com el d'altres llistes és més aviat simbòlic, i la Llista de reis assiris té similituds amb la Llista dels reis de Babilònia. Hi ha evidència d'un personatge real amb aquest nom, que va ser contemporani del rei Ibrium d'Ebla, documentat pels arxius locals. Segons això, seria un cap tribal que dominava la regió propera al Tigris on després va sorgir Assur, a l'entorn del 2400 aC (el 2300 aC en la cronologia curta). La llista dona 17 reis "en tendes", i és el penúltim rei de la llista, Uixpia, el que sembla que va fundar el temple i, per tant, de la ciutat d'Assur, uns 400 anys després. La mitjana del temps de regnat de cadascun d'ells estaria a l'entorn dels 21 anys.